# Иван-Чомъя
Иван-Чомъя (Иван-Чомья) — посёлок в Койгородского районе Республики Коми. Входит в муниципальное образование сельского поселения «Подзь». Численность населения посёлка составляет 28 человек (2023).

## История
Зарегистрирован как вновь возникший поселок 26 мая 1965 года.
В 2008 году правительство Республики Коми приняло решение о переселении жителей из признанного неперспективным населённого пункта.

## Население
| 1989 | 2002 | 2010 |
| ---- | ---- | ---- |
| 279  | ↘171 | ↘118 |

Национальный состав
В 1989 году — 273 человека (138 мужчин и 135 женщин), из них 53 % русские.

## Инфраструктура
Работает 1 магазин, фельдшерско-акушерский пункт, клуб.